# Jefferson (Carolina del Sud)
Jefferson è un comune degli Stati Uniti d'America, situato in Carolina del Sud, nella Contea di Chesterfield.